# Brividi dagli abissi
Brividi dagli abissi (Creep from the Deep) è il secondo libro della saga, Horrorland, di Piccoli Brividi, scritta da R.L. Stine.

## Trama
Billy e Sheena Deep, insieme al dottor George Deep, loro zio, vanno alla ricerca del "Teschio scarlatto", una nave pirata affondata misteriosamente in una nuvola nera. Durante le ricerche, il loro sottomarino viene avvolto dalla stessa nebbia nera: questa volta è il dottore a sparire. I due fratelli, nel frattempo, trovano la nave, ma vengono attaccati dagli scheletri viventi dei pirati. Arrivano più tardi su un'isola quasi deserta, dove il capitano Ben, per liberare lo zio, rivuole "quello che gli appartiene". Dopo aver trovato il tesoro, Ben comunica agli altri che ciò che desidera è la gamba che Billy usa come bastone. Billy, non fidandosi del pirata, gli lancia la gamba nelle costole, uccidendolo. Alla fine i tre Deep tornano nel mondo dei vivi, scoprendo che la nuvola può condurre dal mondo dei vivi a quello dei morti e viceversa, e con il tesoro.

## Edizioni
- R. L. Stine, Brividi dagli abissi, traduzione di Alessandra Orcese, collana Horrorland, Arnoldo Mondadori Editore, 2008,  p. 182.